# Begovo Brdo (Kruševac)
Begovo Brdo (Servisch cyrillisch: Бегово Брдо) is een plaats in de Servische gemeente Kruševac. De plaats telt 526 inwoners (2002).